# 太田義夫
太田 義夫（おおた よしお、1946年6月22日 - ）は、元競輪選手。千葉県出身。日本競輪選手会千葉支部に所属していた。日本競輪学校第23期生。登録番号7857。同期には阿部道や荒木実らがいる。

## 経歴
千葉県立長生高等学校を卒業後、オートレースの選手を志すも輪界入り。1966年11月10日、ホームバンクだった千葉競輪場でデビューし、初勝利も同日。1971年に賞金王に輝き、東西対抗戦形式元年となった1973年の高松宮杯競輪決勝において、緩急ある巧みなペース駆けを見せて逃げ切り優勝を果たした。
1999年7月27日、選手登録削除。通算486勝。現在は競輪場外車券売場サテライト鴨川のアドバイザーを務めている。

### 「フラワーライン」の創始者
太田は現役時代、千葉県の南房総を経由する通称・フラワーラインを街道練習地としていたが、太田と仲が良かった日本競輪学校24期の山口国男がしばしこの地を訪れて一緒に練習するようになったことにちなみ、一般的な意味とは異なる競輪特有の言葉であり、かつ競輪史には欠かせぬ概念となっていくフラワーラインの創始者とされている。

## 参考資料
- 一閃炸裂吉井秀仁
- SPEEDチャンネルで放送されていた番組、「名選手・名勝負列伝」の太田義夫編